# Robert Weissenbacher

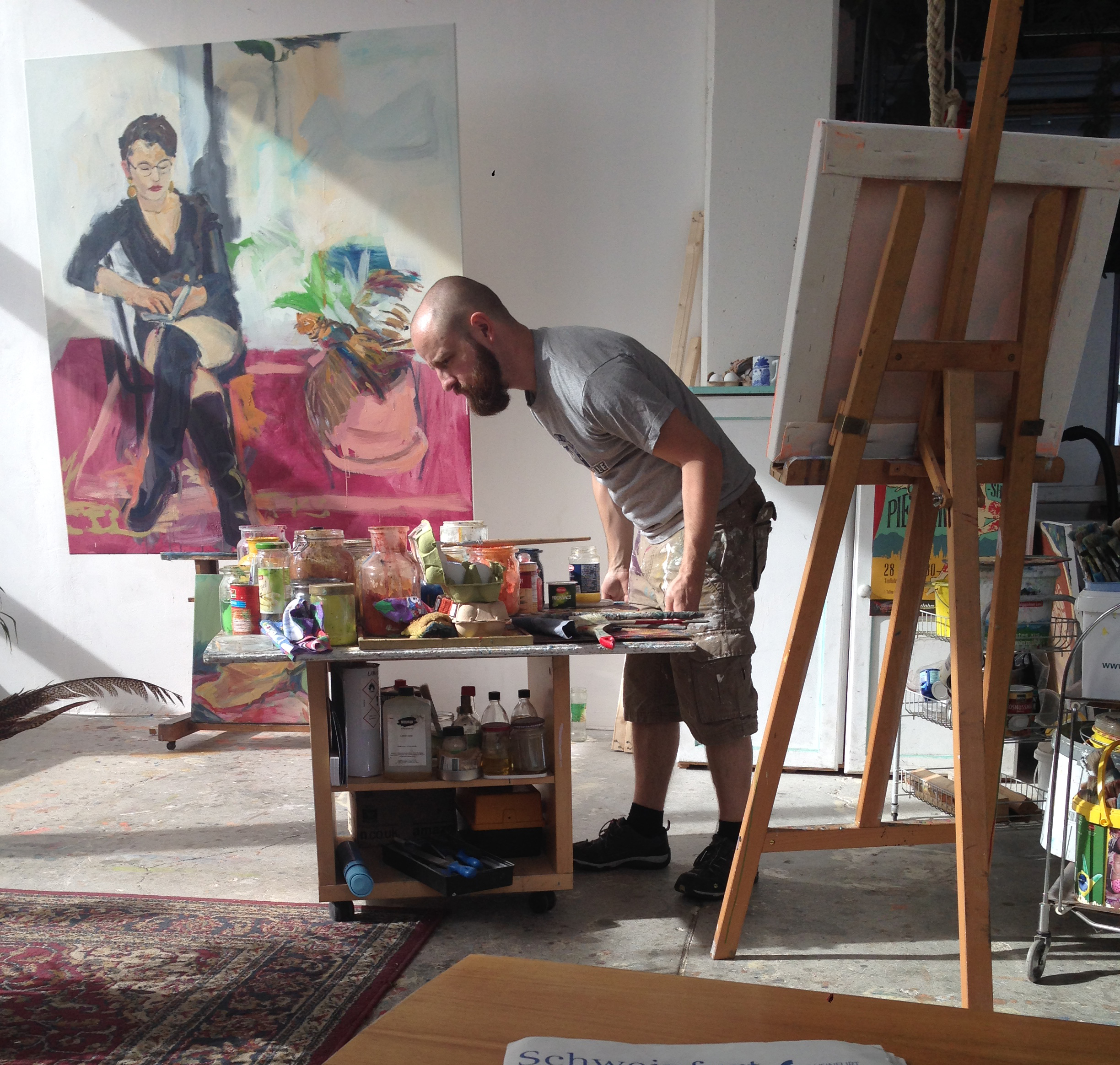
Robert Weissenbacher (2017)

Robert Weissenbacher (* 22. November 1983 in Schweinfurt) ist ein deutscher Maler.

## Leben und Werk
Von 2004 bis 2011 studierte er an der Akademie der Bildenden Künste München bei Emö Simonyi, Gerd Dengler, Stefan Römer und Res Ingold sowie 2007 an der Ungarischen Akademie der Bildenden Künste in Budapest bei Károlyi Zsigmond.
Im Zentrum von Robert Weissenbachers Schaffen stehen expressive Eitempera-Malereien, die sich mit der „Vielschichtigkeit des Sehens“ beschäftigen. Der Künstler verschränkt in seinen Bildern häufig Teile von Mensch und Tier narrativ ineinander und beschäftigt sich schwerpunktmäßig mit dem Motiv der Maske.

## Öffentliche Sammlungen
- Artist in Residence Program Jászdózsa, Ungarn
- BMW-Group, München
- Galerie der Sparkasse Schweinfurt

## Einzelausstellungen (Auswahl)
- 2023: Rochade (mit Götz Sambale), Kunsthalle Schweinfurt, Schweinfurt[2]
- 2018: Die große Besetzung, Pasinger Fabrik, München[3][4]
- 2017: Der König ist tot. Lang lebe der König, Doppelausstellung, Kunsthalle Schweinfurt und Galerie der Sparkasse Schweinfurt, Schweinfurt[5][6][7]
- 2017: Gentlemen's Agreement (mit Gedichten von Jürgen Wolf), Galerie Dr. Markus Doebele, Dettelbach, (Katalog)
- 2015: Debütant, BBK-Galerie Würzburg[8]
- 2011: Totentanz, Hochschule für Philosophie, München
- 2007: Képek (pictures), Támasz Pont Galéria, Budapest

## Gruppenausstellungen (Auswahl)
- 2022: Albrecht Dürer revisited. Dürers Drucke und die Zeitgenossen, Museum Otto Schäfer, Schweinfurt[9]
- 2016: Correspondencia (Collectiva International: Hungary), Community Futures Lab, Philadelphia, USA[10] (mit Olivia Eliash, Luz Elvira Torres, Gerardo Nolasco Magaña, Ficzek Ferenc, Devin Cohen Asher, Rebeca Martell)
- 2016: Correspondencia (Collectiva International: Hungria | México), Liliput Galeria Experimental, Puebla/Mexico
- 2015: Sculpture As Performance, Botanikum München[11]
- 2013: Frisch(E)Kunst, Städtische Galerie Villa Streccius, Kunstverein Landau, Pfalz[12]

## Wissenswert
- In dem Spielfilm  5 Frauen von Olaf Kraemer spielt die Schauspielerin Anna König eine Künstlerin. Ihre im Film gezeigten Kunstwerke wurden von Robert Weissenbacher gemalt.
- In der Dokumentation Expedition ins Unbewusste – Den Träumen auf der Spur wird ein Atelierbesuch bei Robert Weissenbacher gezeigt.

## Veröffentlichungen (Auswahl)
- Andrea Brandl (Hrsg.): Robert Weissenbacher - Der König ist tot. Lang lebe der König. Katalog zur Ausstellung. Stadt Schweinfurt, Museen und Galerien, Schweinfurt 2017, ISBN 978-3-945255-10-0.
- Regina Hemmerich, Ronja Lotz, Florian Matzner, Sinan von Stietencron, Jürgen Wolf: Robert Weissenbacher: Debütant. Katalog zur Ausstellung. Hrsg.: Florian Matzner. Kerber, Bielefeld 2015, ISBN 978-3-7356-0089-9.